# NGC 7663
NGC 7663 é uma galáxia irregular na direção da constelação de Aquarius. O objeto foi descoberto pelo astrônomo Gaspare Ferrari em 1865, usando um telescópio refrator com abertura de 9,5 polegadas. Devido a sua moderada magnitude aparente (+14,5), é visível apenas com telescópios amadores ou com equipamentos superiores.